# Бразаускайте, Сандра
Сандра Бразаускайте (в девичестве — Густайтене; род. 3 августа 1964, Тируляй, Радвилишкский район) — советская гребчиха. Мастер спорта СССР (1973), Мастер спорта СССР международного класса (1987).
Окончила Литовскую академию физического воспитания (1999) и Каунасский технологический университет (2004).
Занималась академической греблей под руководством тренеров Йонаса Карбочюса и Адомаса Баублиса. Член спортивного общества «Динамо» (Каунас). Завоёвывала серебро на юношеских чемпионатах мира. Шестикратная чемпионка СССР (1980, 1981, 1984, 1985, 1986, 1987). Бронзовая призёрша Спартакиад 1983 и 1986 годов.
С 1984 по 1988 год входила в состав сборной СССР. Участница чемпионата мира 1987 года (Дания), где заняла четвёртое место. Представляла СССР на Олимпийских играх 1988 года в Сеуле (четвёртое место в восьмерке).
С 1979 по 1991 год являлась инструктором комитета по физическому воспитанию и спорту. С 1999 по 2002 год — сотрудник каунасской гимназии Аушра. С 2002 года работает преподавателем информатики.